# گورستان قره داش
گورستان قره داش مربوط به هزاره اول قبل از میلاد است و در شهرستان ورزقان، بخش مرکز ی، دهستان سینا، ضلع شمالی روستای داشکسن واقع شده و این اثر در تاریخ ۸ بهمن ۱۳۸۵ با شمارهٔ ثبت ۱۷۰۸۴ به‌عنوان یکی از آثار ملی ایران به ثبت رسیده است.